# 嵐芳三郎 (4代目)
四代目 嵐 芳三郎（よだいめ あらし よしさぶろう、明治5年4月25日（1872年5月31日）- 大正元年（1912年）10月11日）は、明治時代に活躍した歌舞伎役者。屋号は豐島屋。俳名に橘丈。本名は寺田 市太郎（てらだ いちたろう）。
二代目嵐璃珏の孫として大阪島之内に生まれる。明治12年 (1879) 三代目嵐芳三郎（後の二代目市川権十郎）の門人となり、祖父がかつて名乗った二代目嵐市太郎を名乗る。四代目嵐芳三郎を襲名後、明治37年 (1904) 頃より東京の舞台にも出るようになり、宮戸座などの小芝居で活躍する。上方色濃厚な技巧派の芸風で、『夏祭浪花鑑』の團七、『桜鍔恨鮫鞘』の八郎兵衛などの上方世話狂言や、『伽羅先代萩』の政岡などの丸本時代物に秀でていた。
墓所は台東区一乗寺にある。戒名は「持教橘芳居士」。
子に五代目嵐芳三郎、孫に六代目嵐芳三郎、嵐圭史、声優の麦人、女優の寺田路恵、シャンソン歌手の広瀬節子がいる。